# Laura Fernández Delgado
Laura Virginia Fernández Delgado (San José, 4 de julio de 1986) es una política costarricense. Anteriormente se desempeñó como Ministra de la Presidencia entre 2024-2025 y Ministra de Planificación Nacional y Política Económica entre 2022-2025, en la administración del presidente Rodrigo Chaves.

## Biografía
Nació en San José, el 4 de julio de 1986. Estudió politología en la Universidad de Costa Rica y especialización en ciencias políticas con énfasis en políticas públicas y gobernabilidad democrática en la misma universidad. 

### Trayectoria pública
Su carrera como funcionaria pública se inició como jefa de unidad de análisis prospectivo MIDEPLAN y de la Secretaría Sectorial de Empleo Público entre 2006-2014, directora de asesoría parlamentaria en Asamblea Legislativa de la fracción del partido Alianza Demócrata Cristiana, consultora en temas de investigación sobre reforma del estado para distintos organismos.

### Trayectoria política
En 2018 fue fórmula vicepresidencial junto a Luis Fernando Calvo Díaz con el candidato Mario Redondo Poveda en las elecciones de 2018.
Su trayectoria política se inició como Ministra de Planificación Nacional y Política Económica en la presidencia de Rodrigo Chaves en 2022 al 2025 y en simultáneo Ministra de la Presidencia en 2024 hasta su renuncia en 2025. El 29 de julio se oficializó su candidatura para la presidencia de 2026 con el partido Pueblo Soberano, apoyado por el presidente Chaves con sus fórmulas vicepresidenciales Francisco Gamboa Soto y Douglas Soto Campos.